# МР-81
МР-81 — травматичний пістолет. Одна з нових робіт конструкторів Іжевського механічного заводу. Пістолет створений на основі пістолета ТТ. У новій розробці збережені основні вузли конструкції базової моделі (рамка, затвор, ударно-спусковий механізм), повністю збережена справжнє історичне маркування оригіналу та ідентичність прийомів поводження з пістолетом.
Пістолет розроблений під травматичний патрон 9 мм Р.А. з гумовою кулею, можливе застосування газових і шумових патронів в режимі ручного перезаряджання. Вражаючий ефект при стрільбі досягається за рахунок больового шоку від потрапляння гумової кулькі діаметром 10 мм масою 0,7 г. Ефективна дальність застосування до 8 м.
Конструкція каналу ствола виключає стрілянину кульовими патронами або патронами будь-якого спорядження з питомою енергією при вильоті понад 0,5 Дж/мм². При спробі стрільби посиленим зарядом відбувається деформація ствола і руйнування зразка.
Зовні пістолет зазнав змін: п'ята магазина стала коротшою (оригінальний магазин був замінений на магазин від пістолета ПМ, так як використовуються патрони 9 мм Р.А., а не 7,62), задня частина затвора була підпиляна в районі ударника. Рідний ствол тепер грає роль втулки, і в нього впресовано ствол вже відомий споживачам за травматичним пістолетом МР-79. Так як рідний ствол зроблений з якісної сталі, проблема «роздуття» ствола не знайома пістолетам МР-81. Для любителів пістолета ТТ дуловий зріз не є перешкодою і легко набуває вигляду бойового оригіналу за допомогою металевої втулки, впресованої в залишок фальшствола. У пістолета не рідний магазин від пістолета ТТ, тому затворна затримка неможлива. Витяг ствола із затвора відбувається складно, так як ствол зчеплений з затвором в районі мушки.